# The Very Best of 10cc
The Very Best of 10cc è un album di raccolta del gruppo musicale inglese 10cc, pubblicato nel 1997.

## Tracce
1. Donna
2. Rubber Bullets
3. The Dean and I
4. The Wall Street Shuffle
5. Silly Love
6. Life Is A Minestrone
7. Une Nuit A Paris
8. I'm Not in Love
9. Art for Art's Sake
10. I'm Mandy Fly Me
11. The Things We Do for Love
12. Good Morning Judge
13. Dreadlock Holiday
14. People in Love
15. Under Your Thumb (Godley & Creme)
16. Wedding Bells (Godley & Creme)
17. Cry (Godley & Creme)
18. Neanderthal Man (Hotlegs)